# Difosfan
Difosfan je dalším možným hydridem fosforu se vzorcem P2H4. Tvoří se současně s fosfanem a je možno jej kondenzovat na žlutou kapalinu. Je samozápalný a stáním tvoří polymerní, amorfní žluté tuhé látky, nerozpustné v běžných rozpouštědlech. Je jedovatý.